# (466347) 2013 RS49
(466347) 2013 RS49 es un asteroide perteneciente al cinturón de asteroides, descubierto el 9 de noviembre de 2009 por el equipo Spacewatch desde el Observatorio Nacional de Kitt Peak (Arizona, Estados Unidos).